# Livin' Blues
Livin' Blues — нідерландський блюз-рок гурт, утворений 1967 року з ініціативи гітариста Теда Оберга (Ted Oberg). До першого складу групи також увійшли: Д'йорн Пул (Djorn Pool) — вокал; Рудд Франссен (Rud Franssen) — бас та Ніко Дійкхіс (Nico Dijkhuis) — ударні.
Уклавши 1969 року угоду з фірмою «Philips Records», музиканти записали свій дебютний альбом «Hell's Session», який продюсував Яап Еггермонт з гурту Golden Earring. На чергових платівках гурт запропонував малооригінальний, але динамічно виконаний з сильним запалом рок з елементами блюзу. Крім власних композицій, Livin' Blues виконували також твори з репертуару таких майстрів як Мадді Вотерс, Літтл Волтер та Віллі Діксон. Незважаючи на клопоти, що були пов'язані з постійними змінами складу, гурту все ж вдалося здобути популярність не тільки в Нідерландах, а й у Бельгії, Німеччині та Італії. Незабаром гурт запримітив сам Майк Вернон, який продюсував їх четвертий альбом «Roching At The Tweed Mill», а також наступний — «Ram Jam Josey», записаний за участю британського перкусиста Кенні Лемба. Однак після появи цього альбому музиканти припинили спільну діяльність з приводу різних музичних зацікавленостей.
1975 року Оберг реанімував гурт, запросивши цього разу до співпраці Джона Фредерікса (John Frederics) — вокал, Якоба ван Хайнінгена (Jacob van Heiningen) — ударні та Андре Райнена (Andre Reijnen) — бас. Проте, записавши дві платівки, 1977 року гурт знову припинив свою діяльність.
1995 року назва Livin' Blues знову з'явилась на музичному ринку, коли Ніко Крістіансен (Niko Christiansen) — вокал, саксофон; Лок ван дер Кнаап (Loek van der Knaap) — гітара; Франс Бушмен (Frans Buschman) — бас; Елоут Сміт (Elout Smit) — ударні та Боббі ван дер Берг (Bobby van der Bergh) — клавішні, записали альбом «Out Of The Blue».

## Дискографія
- 1969: Hell's Session
- 1971: Wang Dang Doodle
- 1972: Bam Boozle
- 1973: Rocking At The Tweed Mill
- 1974: Ram Jam Josey
- 1975: Live'75
- 1976: Blue Breeze
- 1995: Out Of The Blue